# Kiichi Kunimoto
Kiichi Kunimoto (nascido em 01 de maio de 1981) é um lutador japonês de MMA. Atualmente compete na divisão dos Meio-médios do UFC. Profissional desde 2010, também já competiu no Pancrase.

## Background
Kunimoto é natural de Osaka, Japão e começou a treinar MMA aos 24 anos.

## Carreira no MMA

### Início da Carreira
Kunimoto fez sua estréia profissional em 2006 no Pancrase, perdendo por nocaute. No entanto, Kunimoto viria a conquistar um cartel de 14-5-2 com um No Contest e conquistando o HEAT Welterweight Championship, posteriormente, defendendo seu título duas vezes, antes de assinar com o UFC.

### Ultimate Fighting Championship
Kunimoto era esperado para fazer sua estréia na organização no UFC Fight Night: Saffiedine vs. Lim em 4 de Janeiro de 2014 contra o Hyun Gyu Lim, mas ele enfrentou Luiz Dutra Jr. pois Lim foi promovido ao evento principal após a lesão de Jake Ellenberger. Kunimoto venceu por desqualificação devido a Dutra Jr. acertar cotoveladas em sua nuca no primeiro round.
Kunimoto enfrentou o brasileiro Daniel Sarafian no UFC 174 em 14 de Junho de 2014. Kunimoto venceu por finalização (mata-leão) no primeiro round.
Kunimoto derrotou Richard Walsh em 20 de Setembro de 2014 no UFC Fight Night: Hunt vs. Nelson por decisão dividida.
Kunimoto enfrentou Neil Magny em 14 de Fevereiro de 2015 no UFC Fight Night: Henderson vs. Thatch, e foi derrotado por finalização.
Kunimoto era esperado para enfrentar Li Jingliang em 27 de Setembro de 2015 no UFC Fight Night: Barnett vs. Nelson. No entanto, uma lesão tirou Kunimoto do evento e ele foi substituído por Keita Nakamura.

## Campeonatos e realizações

### MMA
- Heat
  - HEAT Welterweight Championship (One time)

- Ultimate Fighting Championship
  - Performance da noite (uma vez) vs. Daniel Sarafian

## Cartel no MMA
| Cartel no MMA       |             |            |
| 28 lutas            | 18 vitórias | 7 derrotas |
| Por nocaute         | 2           | 1          |
| Por finalização     | 9           | 2          |
| Por decisão         | 6           | 4          |
| Por desqualificação | 1           | 0          |
| Empates             | 2           | 2          |
| No contest          | 1           | 1          |

| Res.    | Cartel     | Oponente           | Método                                   | Evento                                | Data       | Round | Tempo | Local                       | Notas                                              |
| ------- | ---------- | ------------------ | ---------------------------------------- | ------------------------------------- | ---------- | ----- | ----- | --------------------------- | -------------------------------------------------- |
| Derrota | 18-7-2 (1) | Zak Ottow          | Decisão (unânime)                        | UFC Fight Night: Lewis vs. Hunt       | 10/06/2017 | 3     | 5:00  | Auckland                    |                                                    |
| Derrota | 18-6-2 (1) | Neil Magny         | Finalização (mata leão)                  | UFC Fight Night: Henderson vs. Thatch | 14/02/2015 | 3     | 1:22  | Broomfield, Colorado        |                                                    |
| Vitória | 18–5–2 (1) | Richard Walsh      | Decisão (dividida)                       | UFC Fight Night: Hunt vs. Nelson      | 20/09/2014 | 3     | 5:00  | Saitama                     |                                                    |
| Vitória | 17–5–2 (1) | Daniel Sarafian    | Finalização (mata leão)                  | UFC 174                               | 14/06/2014 | 1     | 2:52  | Vancouver, British Columbia | Performance da Noite.                              |
| Vitória | 16–5–2 (1) | Luiz Dutra Jr.     | Desclassificação (golpes ilegais)        | UFC Fight Night: Saffiedine vs. Lim   | 04/01/2014 | 1     | 2:57  | Marina Bay                  | Dutra Jr. acertou cotoveladas na nuca de Kunimoto. |
| Vitória | 15–5–2 (1) | Edward Faaloloto   | Finalização (chave de braço)             | Heat: Heat 27                         | 28/07/2013 | 1     | 1:55  | Hyogo                       | Defendeu o Título Meio Médio do HEAT.              |
| Vitória | 14–5–2 (1) | Fumitoshi Ishikawa | Finalização (katagatame)                 | Heat: Heat 26                         | 31/03/2013 | 5     | 1:59  | Aichi                       | Defendeu o Título Meio Médio do HEAT.              |
| Vitória | 13–5–2 (1) | Gyu Myung Lee      | Finalização (shoulder choke)             | Heat: Heat 25                         | 18/11/2012 | 1     | 4:40  | Tóquio                      | Venceu o Título Meio Médio do HEAT.                |
| Vitória | 12–5–2 (1) | Seong Won Son      | Decisão (unânime)                        | Heat: Heat 23                         | 23/06/2012 | 3     | 5:00  | Hyogo                       |                                                    |
| Derrota | 11–5–2 (1) | Takenori Sato      | Decisão (unânime)                        | Pancrase: Progress Tour 3             | 11/03/2012 | 3     | 5:00  | Tóquio                      | Pelo Título Meio Médio do Pancrase.                |
| Vitória | 11–4–2 (1) | Yu Shiroi          | Finalização (guilhotina)                 | Pancrase: Impressive Tour 12          | 27/11/2011 | 2     | 0:40  | Osaka                       |                                                    |
| Vitória | 10–4–2 (1) | Kengo Ura          | Decisão (unânime)                        | Pancrase: Impressive Tour 4           | 03/05/2011 | 3     | 5:00  | Tóquio                      |                                                    |
| Empate  | 9–4–2 (1)  | Seiki Ryo          | Empate                                   | Pancrase: Passion Tour 7              | 08/08/2010 | 2     | 5:00  | Tóquio                      |                                                    |
| Empate  | 9–4–1 (1)  | Tomoyoshi Iwamiya  | Empate                                   | Pancrase: Passion Tour 2              | 22/03/2010 | 3     | 5:00  | Osaka                       |                                                    |
| Vitória | 9–4 (1)    | Yoshifumi Dogaki   | Nocaute Técnico (socos)                  | Pancrase: Changing Tour 7             | 08/11/2009 | 2     | 0:39  | Osaka                       |                                                    |
| Vitória | 8–4 (1)    | Hiroki Tanaka      | Decisão (unânime)                        | Powergate: Octave                     | 19/04/2009 | 2     | 5:00  | Osaka                       |                                                    |
| Vitória | 7–4 (1)    | Shingo Suzuki      | Finalização Técnica (triângulo de braço) | Pancrase: Changing Tour 1             | 01/02/2009 | 1     | 3:00  | Tóquio                      |                                                    |
| Derrota | 6–4 (1)    | Tomoyoshi Iwamiya  | Decisão (unânime)                        | Pancrase: Shining 9                   | 26/10/2008 | 2     | 5:00  | Tóquio                      |                                                    |
| NC      | 6–3 (1)    | Hirotaka Yoshioka  | Sem Resultado                            | Pancrase: Shining 7                   | 07/09/2008 | 1     | 2:10  | Osaka                       | Yoshioka foi acertado por uma cabeçada acidental.  |
| Vitória | 6–3        | Yu Shiori          | Decisão (unânime)                        | Pancrase: Shining 4                   | 25/08/2008 | 2     | 5:00  | Osaka                       |                                                    |
| Derrota | 5–3        | Sotaro Yamada      | Finalização (mata leão)                  | Pancrase: Shining 1                   | 30/01/2008 | 1     | 1:42  | Tóquio                      |                                                    |
| Vitória | 5–2        | Yuta Nakamura      | TKO (socos)                              | Pancrase: Rising 7                    | 30/09/2007 | 1     | 2:37  | Osaka                       |                                                    |
| Vitória | 4–2        | Mike O'Malley      | Finalização (triângulo)                  | FCC 30: Freestyle Combat Challenge 30 | 01/09/2007 | 1     | 2:33  | Kenosha, Wisconsin          |                                                    |
| Vitória | 3–2        | Tim Ager           | Finalização (chave de braço)             | FCC 29: Freestyle Combat Challenge 29 | 11/08/2007 | 1     | N/A   | Kenosha, Wisconsin          |                                                    |
| Derrota | 2–2        | Masahiro Toryu     | Decisão (majoritária)                    | Pancrase: Rising 1                    | 04/02/2007 | 2     | 5:00  | Osaka                       |                                                    |
| Vitória | 2–1        | Teruyoshi Aoyama   | Finalização (triângulo de braço)         | Pancrase: Blow 8                      | 01/10/2006 | 2     | 2:58  | Osaka                       |                                                    |
| Vitória | 1–1        | Arito Kishimoto    | Decisão (majoritária)                    | Double R: 3rd Stage                   | 29/04/2006 | 1     | 5:00  | Osaka                       |                                                    |
| Derrota | 0-1        | Masahiro Toryu     | Nocaute (chute na cabeça)                | Pancrase: Blow 2                      | 19/03/2006 | 1     | 0:05  | Osaka                       |                                                    |